# فيضي محمد أمين الطائي
فيضي محمد أمين محمد الفيضي (1963-2004)، المعروف بـ فيضي الفيضي، هو فقيه ومحدث وإمام وخطيب، وواعظ، وداعية مسلم عراقي.
استشهد بتاريخ 22 تشرين الأول/أكتوبر 2004م إثر إطلاق نار من قبل إرهابيين مسلحين.

## ولادته وحياته
ولد في مدينة الموصل في 13 تموز 1963، ونشأ وتعلم العلم عند جده الشيخ العلامة محمد الشريف في جامع حمو القدو، في مدينة الموصل، ثم انتقل في عقد السبعينيات لاكمال الدراسة الابتدائية ثم الإعدادية في مدينة الفلوجة، ثم سافر إلى بغداد للدراسة في الجامعة، ونال شهادة بكالوريوس من كلية العلوم الإسلامية في جامعة بغداد، عام 1985م، ومن ثم حصل على شهادة الماجستير عام 1992م، وبعدها حصل على شهادة الدكتوراه في أصول الدين من جامعة بغداد عام 1998م، وحصل على العديد من الإجازات العلمية في العلوم النقلية والعقلية من الشيخ عبد الكريم الدبان، وحصل على إجازة في علم الحديث من الشيخ المسند محمد ياسين الفاداني المكي وإجازة من الشيخ محمد العلوي المالكي، وإجازة في علم الحديث من الشيخ صبحي السامرائي، واشتغل فترة في التعليم وشغل منصب المدير في ثانوية المصطفى الإسلامية وثانوية الحدباء، كما عمل استاذا مساعداً في كلية الإمام الأعظم في الأعظمية، وكان عضواً في المجلس العلمي للأوقاف، وشغل منصب رئيس جمعية الآداب الإسلامية، ورئيس تحرير مجلة الرباط، ولهُ العديد من البحوث والمؤلفات المطبوعة والمخطوطة. كما مارس الخطابة في معظم مساجد الموصل وبغداد وكان آخرها خطيبًا في جامع الروضة المحمدية.
وهو من أسرة موصلية عربية تعود في نسبها إلى حاتم الطائي وتزوج ولهُ ثلاث أولاد.

## من مؤلفاته
ألف الشيخ فيضي العديد من المؤلفات ومنها:
- الإمام الخطابي ومنهجهُ في علم السنة.
- الآثار المروية عن زيد بن ثابت في الفرائض.
- في سبيل الإسلام.[2]
- فقه الأئمة في ضوء الكتاب والسنة.
- فقه الدعوة.
- إمام الكلام، من كلام الإمام إبن تيمية.
- المرويات في كتاب الإسراء والمعراج لابن عباس ، بين الحقيقة والخرافة - بحث.
- تأصيل اتباع النبي (صلى الله عليه وسلم) في أفعاله القلبية من الناحيتين الحديثية والأصولية - بحث.
- عدد من المقالات في مجلة (التربية الإسلامية) ومجلة (الفتوى) البغداديتين، وجريدتي (الحدباء)، و(نينوى) الموصليتين.

## كتب ألفت عنهُ
- جهود الشيخ الشهيد الدكتور فيضي محمد أمين الفيضي في الدعوة الإسلامية - خليل أحمد خليل النعيمي - رسالة ماجستير - كلية الإمام الأعظم الجامعة - 2019.

## وفاته
استشهد الشيخ فيضي الفيضي بإطلاق النار عليهِ من قبل جماعة مسلحين في صباح يوم الإثنين 9 شوال 1425 هـ/ 22 تشرين الأول 2004م، وكان استشهادهُ بعد خروجهِ من جامع الروضة المحمدية في الموصل.